# 6296 Cleveland
För andra betydelser, se Cleveland (olika betydelser).
6296 Cleveland eller 1988 NC är en asteroid i huvudbältet som upptäcktes 12 juli 1988 av den amerikanske astronomen Eleanor F. Helin vid Palomar-observatoriet. Den är uppkallad efter den amerikanska staden Cleveland.
Asteroiden har en diameter på ungefär 3 kilometer och den tillhör asteroidgruppen Hungaria.